# Ducza Anikó
Ducza Anikó, Jánosiné (Budapest, 1942. augusztus 8. –) olimpiai és világbajnoki bronzérmes tornász, edző.

## Élete
1955 és 1968 között a Bp. Honvéd tornásza volt. 1957 szeptemberében mutatkozott be a válogatottban a pratói olasz-magyar viadalon. 1958-ban tagja volt a  világbajnokságon ötödik helyezést elért csapatnak (Bánhegyi Lászlóné, Dévai Edit, Füle Judit, Kertész Alíz, Tass Olga). Az 1959-es Eb-n negyedik lett összetettben és felemáskorláton. A magyar bajnokságon lábsérülése miatt nem indulhatott. Az 1960-as olimpián csapatban (Bencsik Mária, Förstner Klára, Füle, Müller Katalin, Tass) és talajon ért el hetedik helyezést.
1961-ben az Európa-bajnokságon ugrásban nyolcadik, talajon kilencedik helyezést ért el. 1962-ben a prágai világbajnokságon gerendán harmadik, csapatban negyedik (Füle, Hidegkuti Jolán, Makray Katalin, Müller, Tressel Mária), talajon nyolcadik volt. 1964 áprilisában -gyermeke születése után négy hónappal- ismét a válogatottban szerepelt. 1964-ben a tokiói nyári olimpiai játékokon talajon bronzérmet, csapatban (Mák Gyöngyi, Makray, Müller, Tolnai Márta, Tressel) ötödik helyezést szerzett.
1965-ben Európa-bajnokságon hatodik volt összetettben, negyedik talajon. Az universiadén egyéniben és csapatban (Kálóczy Dorottya, Makray, Tolnai) is a dobogó legfelső fokára állhatott. 1965-ben nyújtott teljesítményével elnyerte az az év magyar tornásza díjat. Az 1966-os világbajnokságon gerendán negyedik, csapatban (Müller, Tressel, Tolnai, Oroszi Margit, Bánfai Ágnes) ötödik helyezést szerzett. Ebben az évben ismét a legjobb magyar tornásznőnek választották. Az 1967 nagy részében deréksérülése miatt nem indult versenyen. Így az Európa-bajnokságon sem szerepelt A decemberi csapatbajnokságon tért vissza. Nemzetközi versenyen 1968 májusában versenyzett újra. Az 1968-as olimpián csapatban (Bánfai, Békési Ilona, Tolnai, Makray, Müller) ötödik lett. A novemberi csapatbajnokságon fejezte be a versenyzői pályafutását.
1969-től edzőként dolgozott. 1969 és 1970 között a Bp. Honvéd, 1970 és 1976 között a Vasas, 1971 és 1972 között a magyar női válogatott edzője volt. 1972-ben a müncheni nyári olimpiai játékokon a női válogatott csapatban bronzérmes lett. Klubedzőként a legsikeresebb tanítványai Békési Ilona, Medveczky Krisztina voltak. 1976 és 1979 között testnevelő tanárként dolgozott. 1979-től divatáru kiskereskedéssel foglalkozott.

## Eredményei
Nemzetközi versenyek
|               | 019580 vb | 019590 Eb | 1960 olimpia | 019610 Eb | 019620 vb | 1964 olimpia | 019650 Eb | 019660 vb | 1968 olimpia |
| ------------- | --------- | --------- | ------------ | --------- | --------- | ------------ | --------- | --------- | ------------ |
| összetett     | 29.       | 4.        | 22.          | 21.       | 17.       | 16.          | 6.        | 21.       | 19.          |
| talaj         | 28.       |           | 7.           | 9.        | 8.        | 3.           | 4.        | 20.       | 12.          |
| lóugrás       | 21.       | 7.        | 21.          | 8.        | 14.       | 30.          |           | 22.       | 20.          |
| gerenda       | 35.       |           | 56.          | 14.       | 3.        | 11.          |           | 4.        | 18.          |
| felemáskorlát | 46.       | 4.        | 29.          | 32.       | 56.       | 29.          |           | 25.       | 29.          |
| csapat        | 5.        | –         | 7.           | –         | 4.        | 5.           | –         | 5.        | 5.           |

Országos bajnokság
|               | 1957 | 1958 | 1960 | 1961 | 1962 | 1964 | 1965 | 1966 | 1967 | 1968 |
| ------------- | ---- | ---- | ---- | ---- | ---- | ---- | ---- | ---- | ---- | ---- |
| összetett     | 1.   | 1.   | 2.   | 1.   | 1.   | 3.   | 1.   | 1.   |      | 2.   |
| talaj         | 1.   | 1.   | 1.   | 1.   | 1.   | 1.   | 1.   | 1.   |      | 1.   |
| lóugrás       | 2.   |      | 2.   | 1.   | 1.   | 1.   | 1.   | 2.   |      | 2.   |
| gerenda       | 2.   | 2.   | 3.   | 2.   | 2.   |      | 1.   | 1.   |      | 3.   |
| felemáskorlát | 6.   | 4.   | 2.   | 2.   | 3.   | 4.   | 2.   | 3.   |      | 6.   |
| csapat        | 1.   |      |      |      |      | 4.   | 1.   | 1.   | 1.   | 3.   |

## Családja
Ducza László és Ráczy Lenke gyermeke. Első férje Jánosi Ferenc (1938–2023) Európa-bajnoki ezüstérmes röplabdázó, második férje Lantos László úszó, edző, újságíró. Lányai, Jánosi Zsuzsa és Lantos Gabriella válogatott tőrvívók. Kisebbik lányának férje Debnár Tamás válogatott úszó. Unokája Debnár Gergely junior világ- és Európa-bajnok párbajtőröző.

## Tanulmányai
A Gömb utcai általános iskola tanulója volt. 1960-ban érettségizett a Hámán Kató Leánygimnáziumban. A Testnevelési Főiskolán 1970-ben tanári, majd 1974-ben tornász szakedzői diplomát szerzett.

## Díjai, elismerései
- A Magyar Népköztársasági Sportérdemérem arany fokozata (1964)[29]
- Az év magyar tornásznője (1965, 1966)
- Kiváló sportoló[30]
- A magyar tornasport halhatatlanja (2013)[31]
- A Magyar Érdemrend lovagkeresztje (2017)[32]